# Platygloea nigricans
Platygloea nigricans är en svampart som först beskrevs av Elias Fries, och fick sitt nu gällande namn av Joseph Schröter 1887. Platygloea nigricans ingår i släktet Platygloea och familjen Platygloeaceae.   Inga underarter finns listade i Catalogue of Life.